# Eduard Zeller
Pour les articles homonymes, voir Zeller.
Eduard Zeller (22 janvier 1814, Kleinbottwar - 19 mars 1908, Stuttgart) est un historien de la philosophie allemand.

## Biographie
Eduard Zeller naît en 1814 à Kleinbottwar en royaume de Wurtemberg. Il étudie à l'Université de Tübingen, il est influencé par Georg Wilhelm Friedrich Hegel (1770-1831). En 1840, il est Privatdozent de théologie à Tübingen, en 1847 professeur de théologie à l'Université de Berne, en 1849 professeur de théologie à Marbourg. Il mute vers la faculté de philosophie, à la suite de conflits avec le parti clérical. Il devient professeur à l'Université de Heidelberg en 1862. Il s'installe à Berlin en 1872 où il devient membre de l'Académie royale des sciences et des lettres de Berlin, pour se retirer vers 1895. Il est mort en 1908 à Stuttgart.

## Histoire de la philosophie
Sa grande œuvre est Die Philosophie der Griechen in ihrer geschichtlichen Entwicklung (1844-1852). Il s'y montre hégélien, en insistant sur « le concept » et en expliquant par l'antithèse en subjectif et objectif. Néanmoins, cette œuvre demeure comme un monument d'érudition hellénique et de pénétration philosophique. En 1894, Guillaume II fit de Zeller un Wirklicher Geheimrat avec le titre d’Excellenz, et il fit dresser sa statue à côté de celle de Helmholtz, sur la porte de Brandebourg, à Berlin, près des statues de l'empereur et de l'impératrice Frederick.
Zeller a aussi écrit sur la théologie et publié trois volumes d'essais philosophiques. Il fut l'un des fondateurs des Theologische Jahrbücher, un journal qui acquit une grande importance, du fait qu'il suivait la méthode historique de David Strauss et de Christian Baur.
Comme beaucoup de ses contemporains, il commença par être hégélien, mais, par la suite, il développa un système personnel. Il vit la nécessité d'un retour à Kant, en ce sens qu'il cherchait une base critique en épistémologie.
Zeller, dans Philosophie der Griechen, fut un des premiers à employer le mot Übermensch, réifié plus tard par Nietzsche, sous forme d'adjectif : « ainsi le bonheur qui consiste en elle peut aussi être appelé un bien surhumain, tandis que le bonheur de la vertu éthique est le bien proprement humain. »

## Œuvres
- Platonische Studien (1839)
- Die Philosophie der Griechen in ihrer geschichtlichen Entwicklung (1844-1852).  Trad. fr. : Émile Boutroux, 1877-1884. Trad. an. par S. F. Alleyne (2 vols, 1881) en volumes : S. F. Alleyne, History of Greek Philosophy to the time of Socrates (1881); O. J. Reichel, Socrates and the Socratic Schools (1868; 2nd ed. 1877); S. F. Alleyne and A. Goodwin, Plato and the Older Academy (1876); Benjamin Francis Conn Costelloe and J. H. Muirhead, Aristotle and the Earlier Peripatetics (1897); O. J. Reichel, Stoics, Epicureans and Sceptics (1870 and 1880); S. F. Alleyne, History of Eclecticism in Greek Philosophy (1883). Édition abrégée : Grundriss der Geschichte der Griechischen Philosophie (1883; 5th ed. 1898); trad. an. Alleyne and Evelyn Abbott (1866), sous le titre Outlines of the History of Greek Philosophy.
- De Apostelgeschichte kritisch untersucht (1854; English transl. J Dare, 1875-76)
- Entwickelung des Monotheismus bei den Griechen (1862)
- Über Bedeutung und Aufgabe der Erkenntnisstheorie (1862)
- Vorträge und Abhandlungen (1865-84)
- Geschichte der deutschen Philosophie seit Leibniz (1873, ed. 1875)
- Staat und Kirche (1873)
- Strauss in seinen Leben und Schriften (1874; English transl. 1874)
- Religion und Philosophie bei den Römern (1866, ed. 1871)
- Über teleologische und mechanische Naturerklärung (1876)
- Christian Baur et l'école de Tubingue, traduit de l'allemand par Charles Ritter, Paris, Éd. Germer Baillière, coll. «Bibliothèque de philosophie contemporaine» (1883)
- Philosophische Aufsätze (1887).
- Geschichte der christlichen Kirche (1898)